# Migración de valor
La migración de valor es el cambio que se produce en las fuerzas de creación de valor. El valor se transforma de modelos de negocios obsoletos a diseños de negocios que responden de manera más satisfactoria las prioridades del cliente. La estrategia de marketing es el arte de crear valor para el consumidor. Esto solo se puede conseguir ofreciendo un producto o servicio que se corresponda a las necesidades del cliente. En un entorno de negocios que cambia a gran velocidad, los factores que determinan el valor están cambiando constantemente.
El concepto de migración de valor fue propuesto por primera vez por A.J. Slywotzky en su clásico libro How to think several moves ahead of the competition(1996), publicado por Harvard Business School Press.

## Tres tipos
Existen tres tipos genéricos de migraciones de valor:
- Flujos de valor entre industrias. Por ejemplo, de líneas aéreas a industria del ocio.
- Flujos de valor entre compañías. Por ejemplo de Corel WordPerfect a Microsoft.
- Flujos de valor entre modelos de negocio dentro de una misma compañía. Por ejemplo de ordenadores IBM de marco principal a PC de sistema integrado.

## Tres pasos
Existen tres estados en la migración de valores: 
- Flujo de valor interno - el valor se absorbe de otras compañías o industrias.
- Estabilidad de valor - equilibrio competitivo con cuotas de mercado estables y márgenes de beneficios estables.
- Flujo de valor externo - las empresas pierden valor a favor de otros integrantes de la industria sufriendo márgenes reducidos, pérdida de cuota de mercado y huida de talento y de otros recursos.

La cadena de valor es la suma de todas las actividades que aportan utilidad al consumidor. Algunas partes de la cadena de valor serán internas a la compañía mientras que otras vendrán aportadas por proveedores, distribuidores y otros socios del canal de distribución. Una conexión se produce siempre que una actividad afecta a otras actividades de la cadena. Para optimizar la cadena de valor, las conexiones deben estar bien coordinadas.
El cálculo de la migración de valor es más difícil de lo que puede parecer. El valor se percibe por el consumidor y por lo tanto es subjetivo. Es muy difícil de medir por lo que el valor relativo del mercado de la firma es utilizado como una aproximación. El valor relativo del mercado (definido como capitalización dividido por ingresos anuales) es utilizado como un indicador del éxito conseguido por la compañía a la hora de crear valor.